# Olha-Ołeksandra Bażanska-Ozarkewycz

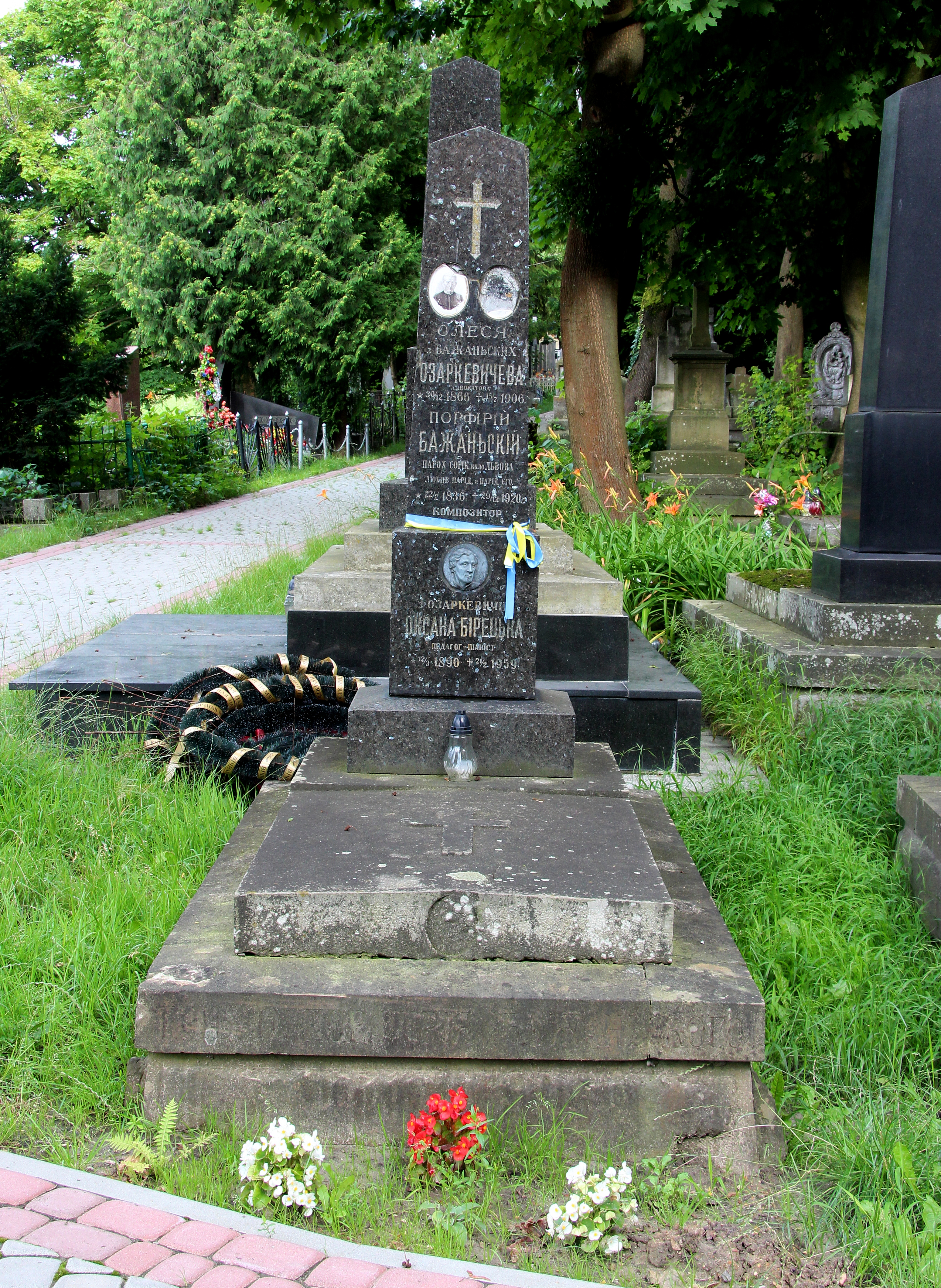
Nagrobek pisarki na Cmentarzu Łyczakowskim we Lwowie

Olha-Ołeksandra Porfiriwna Bażanska-Ozarkewycz, ukr. О́льга-Олекса́ндра Порфи́рівна Бажа́нська-Озарке́вич (ur. 30 grudnia 1866 we Lwowie, zm. 15 lipca 1906 w Zakopanem) – ukraińska pianistka, folklorystka, pisarka, współautorka almanachu Pierwszy wianek (1887).

## Życiorys
Przyszła na świat w rodzinie duchownego ukraińskiej cerkwi greckokatolickiej, kompozytora, muzykologa, pisarza i folklorysty Porfirija Bażanskiego.
Po okiem ojca oraz I. Guniewicza studiowała muzykę. W 1885 ukończyła Seminarium Nauczycielskie we Lwowie. Pracowała jako nauczycielka we wsi Sroki Lwowskie i w mieście Gródek. Uczyła gry na fortepianie. W latach 1892–1900 występowała podczas koncertów Towarzystwa Bojańskiego, które organizowano na cześć Tarasa Szewczenki i Markijana Szaszkewycza. We Lwowie towarzyszyła jako pianistka śpiewaczkom Sołomii Kruszelnyckiej i Marii Pawłykiw oraz śpiewakowi Iwanowi Skałyszowi. Grała utwory fortepianowe ukraińskich i zagranicznych kompozytorów, m.in. Mykoły Łysenki, Fryderyka Chopina, Ferenca Liszta i Roberta Schumanna. 
Była pierwszą profesjonalną ukraińską pianistką na terenie Galicji. Kompozytor Ostap Nyżankiwski zadedykował jej utwór Nad jeziorem (1894).
Zaangażowała się w ruch kobiecy. W 1887 została zaproszona do współtworzenia almanachu Pierwszy wianek, pierwszego zbioru tekstów kobiet ukraińskich wydanego przez Nataliję Kobrynską i Ołenę Pcziłkę. Opublikowała w nim wiersze. Pisała pod pseudonimem Ołesia B. albo Oksana. W tym samym roku napisała opowiadanie o trudnym losie żołnierza. W 1891 współorganizowała Towarzystwo Muzyki i Chórów Bojańskich we Lwowie, a w czasopiśmie „Narod” ukazała się jej powieść 5.V 1891 o intelektualistkach w ówczesnym społeczeństwie. Tłumaczyła na język ukraiński utwory Władysława Orkana (opowiadania Wieczory, Niewiara, Jasna Polana, Nad ptakiem). Spisała przysłowia, które Iwan Franko umieścił w swoich Opowieściach galicyjsko-rosyjskich (1901–1910). Nagrała też ukraińskie pieśni ludowe. Zostały włączone do zbioru opracowanego przez jej ojca we Lwowie (Melodie rosyjsko-ludowe galicyjskie, 1905–1912, części 1–10).
Została pochowana na Cmentarzu Łyczakowskim.